# Шутино
Шу́тино (рос. Шутино) — село у складі Катайського району Курганської області, Росія. Адміністративний центр Шутинської сільської ради.
Населення — 336 осіб (2010, 504 у 2002).
Національний склад станом на 2002 рік: росіяни — 86 %.

## Мешканці
В селі народився Давидов Володимир Васильович (1924—2007) — український художник.